# Florian Stork
Florian Stork (Bünde, 27 de abril de 1997) es un ciclista profesional alemán que compite con el equipo Tudor Pro Cycling Team.

## Trayectoria
Tras dos años compitiendo en su equipo de desarrollo, en marzo de 2019 pasó a formar parte del Team Sunweb. En 2023 se se estrenó en una de las Grandes Vueltas al tomar la salida en el Giro de Italia y a final de año cambió de equipo después de fichar por el Tudor Pro Cycling Team. Con ellos consiguió su primera victoria como profesional en enero de 2025 al imponerse en el Trofeo Serra de Tramuntana.

## Palmarés
2025
- Trofeo Serra de Tramuntana

## Resultados en Grandes Vueltas
| Carrera | Carrera         | 2016 | 2017 | 2018 | 2019 | 2020 | 2021 | 2022 | 2023 | 2024 | 2025 |
| ------- | --------------- | ---- | ---- | ---- | ---- | ---- | ---- | ---- | ---- | ---- | ---- |
|         | Giro de Italia  | —    | —    | —    | —    | —    | —    | —    | Ab.  | 74.º | 20.º |
|         | Tour de Francia | —    | —    | —    | —    | —    | —    | —    | —    | —    | —    |
|         | Vuelta a España | —    | —    | —    | —    | —    | —    | —    | —    | —    | —    |

―: no participa
Ab.: abandono

## Equipos
- Team Sauerland NRW p/b Henley & Partners (2016)
- Development Team Sunweb (2017-2019)[5]
- Sunweb/DSM (2019-2023)
  - Team Sunweb (2019-2020)
  - Team DSM (2021-2023)[6]
  - Team dsm-firmenich (2023)[7]
- Tudor Pro Cycling Team (2024-)